# Парсонс (Тенеси)
Парсонс (енгл. Parsons) град је у америчкој савезној држави Тенеси.

## Демографија
По попису из 2010. године број становника је 2.373, што је 79 (-3,2%) становника мање него 2000. године.
| Група             | 2000.         | 2010.         |
| Белци             | 2.150 (87,7%) | 2.042 (86,1%) |
| Афроамериканци    | 200 (8,2%)    | 147 (6,2%)    |
| Азијати           | 8 (0,3%)      | 12 (0,5%)     |
| Хиспаноамериканци | 63 (2,6%)     | 152 (6,4%)    |
| Укупно            | 2.452         | 2.373         |